# The Insyderz
The Insyderz foi uma banda de ska cristã formada em Detroit, Michigan no ano de 1996 e desmembrada em 2005. The Insyderz são uma das três bandas que representaram o panorama ska cristão juntamente com The O.C. Supertones e Five Iron Frenzy.

## História
The Insyderz começou com Joe Yerke e Nate Sjogren que participavam em ações na sua igreja. Alguns membros tinham associações com o Exército de Salvação, e o apoio entre as duas partes era recíproco, com a banda a atuar em diversos ajuntamentos de jovens.
A banda começou oficialmente em 1996 no Festival Cornerstone. Começaram a tocar nesse tipo de festivais o que chamou à atenção de Michael Sean Black e Gene Eugene, que depois assinaram um contrato com a gravadora Brainstorm Artists International. Em 1997, a banda lançou o primeiro trabalho, Motor City Ska, que marcou e chamou a atenção de Steve Taylor da gravadora Squint Entertainment.
O seu segundo álbum de estúdio, Skalleluia!, tornou-se no disco de maior sucesso da banda. O disco consistia em faixas de adoração e de louvor nos géneros ska e ska punk. Os convidados do álbum incluíam Gene Eugene, Terry Scott Taylor e Steve Taylor. Inicialmente as suas canções falavam de louvor e adoração no estilo ska  o álbum foi alvo de ótimas críticas no panorama comercial.
Além de ter entrado na tabela "Hot 200" e "Heatseekers" e tendo estado seis meses no "Top Contemporary Christian", a sua versão do músico Rich Mullins, a faixa "Awesome God" ganhou um Dove Awards na categoria "Hard Music Recorded Song Of The Year" em 1999. Parte do sucesso comercial do álbum, foi devido ao conhecimento por parte da banda da escrita das canções de adoração. No álbum ainda estão incluídas covers de Twila Paris em "We will Glorfiy" e Keith Green em "Oh, Lord, You're Beautiful".
Skalleluia tornou-se um sucesso inesperado para a banda, mas revelou-se com uma sonoridade diferente dos trabalhos iniciais.
Em meados de 1998, o trombonista Mike Rowland casou-se e deixou a banda, sendo substituído por Sang Kim, que já participou no álbum seguinte.
No final desse mesmo ano a banda lança o seu terceiro álbum, Fight of My Life, um disco com canções todas originais e que marcou o regresso à sonoridade do seu primeiro trabalho.
Para a promoção de Skalleluia!, a banda iniciou uma torné com as bandas Plankeye e Morella's Forest. Em 1999 fizeram uma aparição no The 700 Club que teve a participação de banda como Skeletones e Jeffries Fan Club; inclusive dois membros dos Skeletones converteram-se ao cristianismo. Também após a torné o guitarrista dos Jeffries Fan Club deixou a banda juntando-se a Five Iron Frenzy. No final desse ano participaram da "Holy Roller Tour", onde estiveram também presentes bandas como Five Iron, The W's, e Justin McRoberts.
Em 2000, Skalleluia Too! foi editado. Alguns membros da banda casaram-se incluindo Nate Sjogren (bateria), Bram Roberts (trompete), Beau McCarthy (baixo), Kyle Wasil (guitarra), e Joe Yerke (vocal). A banda decidiu trabalhar durante mais tempo em outro tipo de projetos. Nate Sjogren, por exemplo, deixou a banda para iniciar jovens numa igreja.
Em 2001, a banda lança a compilação The Greatest and Rarest, composta por quinze das mais populares faixas dos quatro primeiros álbuns e seis faixas raras.
Em 2003 a banda reaparece, marcando presença no Festival Cornerstone, e mais tarde entra na banda Royce Nunley (dos Suicide Machines) e Dan Powers (dos Blueprint 76) no baixo.

## Membros
- Joe Yerke - vocal
- Beau McCarthy - baixo
- Bram Roberts - trompete
- Pedro Zapata Hernandez - trombone
- Michael Lloyd - guitarra
- Nate Sjogren - bateria
- Alan Brown - corneta
- Kyle Wasil - guitarra (até 2000)
- Sang Kim - trombone (até 2004)
- Mike Rowland - trombone (até 1998)
- Todd Miesch - bateria (até 1997)

## Discografia

### EPs
- 1998 - Paradise CD Single

### Álbuns de estúdio
- 1997 - Motor City Ska
- 1998 - Skalleluia!
- 1998 - Fight of My Life
- 1999 - Skalleluia Too!
- 2003 - Soundtrack to a Revolution

### Compilações
- 2001 - The Greatest and Rarest